# 鈴木愛実の、やるやん!
『鈴木愛実の、やるやん！』(すずきまなみの -) は、K-MIX (静岡エフエム放送) で2021年4月6日より放送されているラジオ番組。

## 概要
放送開始当時、入社2年目だった鈴木愛実にとって、前年度に担当していた『鈴木愛実のミレニアルバブル』に続く2つ目の冠番組。タイトルの「やるやん」とは「やるときゃやんでぇ」の略で、大阪府出身の鈴木が「やるときゃやんでぇ精神」をモットーに体当たりで挑戦し、リスナーから「鈴木愛実、やるやん！」と思ってもらえるような番組を目指す。
番組公式ハッシュタグは「#やるやん」で、リスナーの呼称は「やるらー」である。

## 放送時間
- 毎週火曜 20:30 - 21:00 (2021年4月6日 - 現在)

## パーソナリティ
- 鈴木愛実 (K-MIXアナウンサー・パーソナリティ)

## コーナー

### 現在
- メッセージテーマ・ふつおた

月替わりでメッセージテーマが設けられ、それにまつわるメールを募集・紹介する。テーマ以外のふつおたも募集されており、これらのメールを読むことに特化した「読むときゃ読むでぇスペシャル」が不定期で行われている。
- トンデモDJ

鈴木お手製の「やるやんBOX」による抽選でランダムに選曲し、曲との一期一会やトンデモな選曲を楽しむコーナー。
曲のジャンル (洋楽・邦楽)→CDに割り当てられた番号→トラック番号の順で抽選し、選ばれた曲をかけた後、その曲にまつわるエピソードや、曲から連想した話題を語る。
- 週刊ニュース まなりぽ！
- 映画評論家 スズキマナミ
- ちっちゃいまーなの部屋

幼い少女「ちっちゃいまーな」に扮した鈴木が、やるらーからの質問に答える。鈴木曰く「(ちっちゃいまーなは) 子供なのでなんでも答えるはずです」とのこと。「読むときゃ読むでぇスペシャル」にてミニコーナーとして行われることが多い。
- やるらー調査隊

### 過去
- 資格取得！特技発見伝

鈴木が「胸を張って言える特技」を見つけることを目標に、様々な資格について学ぶコーナー。当コーナーを通じて、鈴木は実際に「晴れ男・晴れ女検定」に合格している。
2021年6月29日の放送を最後に行われていないが、同年7月20日の放送で、漢検二級に合格したことを報告した。
- 遠鉄百貨店 presents アップデート道場

2021年9月28日に開始した、遠鉄百貨店とのコラボレーションコーナー。同店のバイヤー・水谷さんの挑戦状に全力で応えつつ、鈴木自身のアップデートを図る。2022年9月27日終了。

## ゲスト
2021年
- 9月6日 - 川﨑玲奈 (K-mixアナウンサー・パーソナリティ)[16][注 1]

2022年
- 3月15日 - くぼでぇ (K-mix社員・当時『K-mix Wiz.』水曜・木曜ディレクター[17])[18][注 2]
- 8月23日 - 京太朗 (京太朗と晴彦・『K-mix らじコン』パーソナリティ)[19]
- 11月24日 - 坂俊介 (RSK山陽放送アナウンサー)[20]
- 12月6日 - シャンソン姉さん[21] (『井上侑と劇団ペテカンの月曜日からOKONBANWA!!』内コーナー『ハナタにハワワン』担当[22])

2023年
- 2月28日[23]・3月7日[24] - 芦沢ムネト (パップコーン・当時『K-mix Wiz.』月曜・火曜パーソナリティ)
- 7月11日[25]・18日[26]・12月26日[27] - シャンソン姉さん